# Humaid bin Rashid Al Nuaimi
Ne doit pas être confondu avec Humaid bin Rashid Al Nuaimi II ou Humaid bin Rashid Al Nuaimi III.
Humaid bin Rashid Al Nuaimi fut le dirigeant d'Ajman, l'un des États de la trêve qui forment aujourd'hui les Émirats arabes unis (EAU), de 1838 à 1841, avant d'être déposé par son frère, Abdelaziz bin Rashid Al Nuaimi. Humaid reprit le pouvoir à la mort d'Abdelaziz en 1848 et régna jusqu'à son propre décès en 1864.  

## Accession
Humaid accéda au pouvoir après la mort de son père, le cheikh Rashid bin Humaid Al Nuaimi. Le fils aîné de Rashid, Ali, était un homme d'affaires qui s'était éloigné des affaires quotidiennes du majlis et n'avait aucun intérêt à devenir dirigeant. La famille désigna Humaid pour occuper cette position. Il épousa une fille du cheikh Sultan bin Saqr Al Qasimi (en), alors dirigeant de Charjah, avec qui Humaid était étroitement allié.  
En 1841, son frère Abdelaziz prit possession du fort d'Ajman et se déclara dirigeant. En 1848, Abdelaziz fut tué lors d'un combat avec Hamriyah, et Humaid, qui fut également blessé dans le conflit, reprit sa position de dirigeant.  
Humaid fut signataire de la trêve maritime perpétuelle avec les Britanniques, signée le 4 mai 1853.  
Le cheikh Humaid mourut en 1864 et fut remplacé par le cheikh Rashid bin Humaid Al Nuaimi II.